# Danny Welbeck
Daniel Nii Tackie Mensah Welbeck, conosciuto come Danny Welbeck (Manchester, 26 novembre 1990), è un calciatore inglese, di origini ghanesi, attaccante del Brighton.

## Biografia
È nato a Manchester da genitori ghanesi, circostanza che ne avrebbe permesso la convocazione nella nazionale africana: lo stesso calciatore declinò tuttavia l'opportunità, preferendo la rappresentativa inglese.
In gioventù ha sofferto la sindrome di Osgood-Schlatter.

## Caratteristiche tecniche
Attaccante in possesso di buona velocità a dispetto della corporatura robusta, può sopperire alla tecnica non eccelsa con lo spirito di sacrificio. In grado di agire sia come esterno offensivo che punta centrale, è stato paragonato a Adebayor e Kanu per lo stile di gioco.
Si distingue inoltre per la prestanza fisica.

## Carriera

### Club

#### Inizi
Ha esordito in Premier League nella partita tra Manchester-Stoke City (5-0), in cui ha segnato anche un gol. Ha esordito con un gol anche in FA Cup segnando la prima delle tre reti realizzate nella partita contro il Southampton.

#### Prestito al Sunderland
Nell'estate del 2010 si trasferisce in prestito al Sunderland, militante sempre in Premier League. Il 14 novembre 2010 firma il suo primo gol con la maglia del Sunderland, nella storica vittoria a Stamford Bridge contro il Chelsea. La partita finirà 3 a 0. Conclude la stagione con 36 partite totali e 8 reti.

#### Manchester United
A fine stagione torna al Manchester United.
Il 28 agosto 2011 segna il gol dell'1-0 contro l'Arsenal di testa su assist di Anderson (partita poi terminata 8-2 per il Manchester United). Il 27 settembre 2011 segna la sua prima doppietta in Champions League contro il Basilea all'Old Trafford.
Inizia la stagione 2013-2014 con la vittoria per 2-0 in Community Shield ai danni del Wigan. Il 17 agosto 2013 segna la sua prima doppietta con in Premier League con la maglia del Manchester United nella gara vinta 1-4 contro lo Swansea City. Nella partita di Champions League tra Shakhtar-Manchester United 1-1 segna il gol del provvisorio 0-1 Red Devils. Il 15 dicembre 2013 torna al gol in Premier League, con una doppietta nella vittoria per 3-0 sul campo dell'Aston Villa.

#### Arsenal
Il 1º settembre 2014 viene acquistato dall'Arsenal per 20 milioni di euro. Il 20 settembre seguente realizza il suo primo gol con la maglia dei Gunners, nella vittoria per 3-0 sul campo dell'Aston Villa. Al termine della stagione 2014-2015 è costretto ad operarsi al ginocchio destro per un intervento di pulizia; inizialmente i tempi di recupero si aggiravano intorno ai sei mesi, ma alcune complicazioni hanno posticipato il suo rientro in campo di ulteriori quattro mesi. Il 14 febbraio 2016, nel match vinto per 2-1 contro il Leicester all'Emirates Stadium, torna a giocare una partita ufficiale dopo quasi un anno di inattività, risultando decisivo con il gol vittoria segnato al 94º minuto di gioco. L'8 maggio 2016, nel pareggio per 2-2 sul campo del Manchester City, si infortuna nuovamente al ginocchio operato pochi mesi prima; a causa di un danno alla cartilagine è costretto ad uno stop di circa nove mesi.

#### Watford
Rimasto svincolato dopo 5 stagioni trascorse tra le file dei Gunners, il 7 agosto 2019, il Watford annuncia l'ingaggio dell'attaccante con cui firma un contratto triennale.
Il 6 ottobre 2020 rescinde il suo contratto con gli Hornets.

#### Brighton
Il 18 ottobre 2020 firma per il Brighton.

### Nazionale

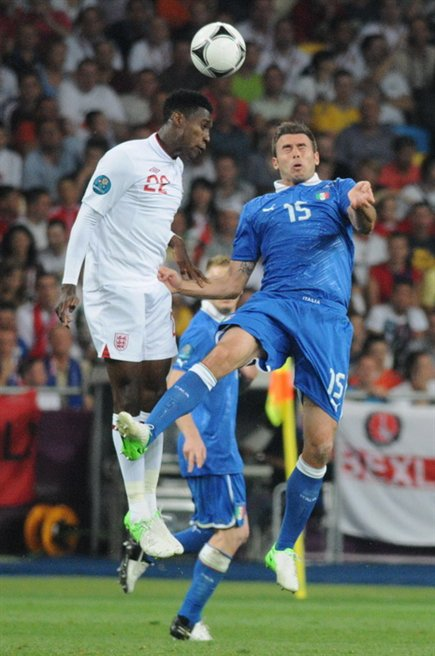
Welbeck e Andrea Barzagli durante la sfida tra Inghilterra e Italia dell'Europeo 2012, valida per i quarti di finale.

Nell'autunno 2008, poco prima di compiere 18 anni, la federazione ghanese annunciò la possibilità per Welbeck di vestire la maglia delle All Stars in quanto originario del paese africano. L'attaccante scelse invece di difendere i colori dell'Inghilterra, partecipando con l'Under-21 all'Europeo di categoria del 2011.
Il 29 marzo dello stesso anno esordisce con la selezione maggiore, in un'amichevole proprio contro il Ghana. Ritagliatosi in breve tempo un posto da titolare, viene convocato da Roy Hodgson per l'Europeo 2012. Durante la fase a gironi del torneo segna un gol di tacco contro la Svezia, decisivo per la vittoria: il successo a danno degli scandinavi qualifica i Leoni per i quarti di finale, turno in cui la formazione è eliminata ai rigori dall'Italia. Welbeck contribuisce poi alla qualificazione per i Mondiali 2014 con 4 reti, malgrado nella fase finale i britannici non superino il primo turno.
Benché autore di 5 gol nelle qualificazioni all'Europeo 2016, non partecipa al torneo a causa dell'infortunio al ginocchio. Con Gareth Southgate in panchina, viene invece convocato per i Mondiali 2018 riportando una presenza.

## Statistiche

### Presenze e reti nei club
Statistiche aggiornate al 29 novembre 2024.
| Stagione                 | Squadra                  | Campionato               | Campionato | Campionato | Coppe nazionali | Coppe nazionali | Coppe nazionali | Coppe continentali | Coppe continentali | Coppe continentali | Altre coppe | Altre coppe | Altre coppe | Totale | Totale |
| Stagione                 | Squadra                  | Comp                     | Pres       | Reti       | Comp            | Pres            | Reti            | Comp               | Pres               | Reti               | Comp        | Pres        | Reti        | Pres   | Reti   |
| ------------------------ | ------------------------ | ------------------------ | ---------- | ---------- | --------------- | --------------- | --------------- | ------------------ | ------------------ | ------------------ | ----------- | ----------- | ----------- | ------ | ------ |
| 2008-2009                | Manchester Utd           | PL                       | 3          | 1          | FACup+CdL       | 5+5             | 2+0             | UCL                | 0                  | 0                  | CS+Cmc      | 0           | 0           | 13     | 3      |
| 2009-gen. 2010           | Manchester Utd           | PL                       | 5          | 0          | FACup+CdL       | 1+3             | 0+2             | UCL                | 2                  | 0                  | CS          | 0           | 0           | 11     | 2      |
| gen.-giu. 2010           | Preston N.E.             | FLC                      | 8          | 2          | FACup+CdL       | -               | -               | -                  | -                  | -                  | -           | -           | -           | 8      | 2      |
| 2010-2011                | Sunderland               | PL                       | 26         | 6          | FACup+CdL       | 0+2             | 0               | -                  | -                  | -                  | -           | -           | -           | 28     | 6      |
| 2011-2012                | Manchester Utd           | PL                       | 30         | 9          | FACup+CdL       | 2+1             | 1+0             | UCL+UEL            | 2+3                | 2+0                | CS          | 1           | 0           | 39     | 12     |
| 2012-2013                | Manchester Utd           | PL                       | 27         | 1          | FACup+CdL       | 4+2             | 0               | UCL                | 7                  | 1                  | -           | -           | -           | 40     | 2      |
| 2013-2014                | Manchester Utd           | PL                       | 25         | 9          | FACup+CdL       | 1+4             | 0               | UCL                | 5                  | 1                  | CS          | 1           | 0           | 36     | 10     |
| ago. 2014                | Manchester Utd           | PL                       | 2          | 0          | FACup+CdL       | 0+1             | 0               | -                  | -                  | -                  | -           | -           | -           | 3      | 0      |
| Totale Manchester United | Totale Manchester United | Totale Manchester United | 92         | 20         |                 | 29              | 5               |                    | 19                 | 4                  |             | 2           | 0           | 142    | 29     |
| ago. 2014-2015           | Arsenal                  | PL                       | 25         | 4          | FACup+CdL       | 3+0             | 1               | UCL                | 6                  | 3                  | CS          | 0           | 0           | 34     | 8      |
| 2015-2016                | Arsenal                  | PL                       | 11         | 4          | FACup+CdL       | 2+0             | 1               | UCL                | 2                  | 0                  | CS          | 0           | 0           | 15     | 5      |
| 2016-2017                | Arsenal                  | PL                       | 16         | 2          | FACup+CdL       | 4+0             | 2               | UCL                | 0                  | 0                  | -           | -           | -           | 20     | 4      |
| 2017-2018                | Arsenal                  | PL                       | 28         | 5          | FACup+CdL       | 1+3             | 1+1             | UEL                | 10                 | 3                  | CS          | 1           | 0           | 43     | 10     |
| 2018-2019                | Arsenal                  | PL                       | 8          | 1          | FACup+CdL       | 0+2             | 2               | UEL                | 4                  | 2                  | -           | -           | -           | 14     | 5      |
| Totale Arsenal           | Totale Arsenal           | Totale Arsenal           | 88         | 16         |                 | 15              | 8               |                    | 22                 | 8                  |             | 1           | 0           | 126    | 32     |
| 2019-2020                | Watford                  | PL                       | 18         | 2          | FACup+CdL       | 0+2             | 1               | -                  | -                  | -                  | -           | -           | -           | 20     | 3      |
| 2020-2021                | Brighton                 | PL                       | 24         | 6          | FACup+CdL       | 0               | 0               | -                  | -                  | -                  | -           | -           | -           | 24     | 6      |
| 2021-2022                | Brighton                 | PL                       | 25         | 6          | FACup+CdL       | 2+0             | 0               | -                  | -                  | -                  | -           | -           | -           | 27     | 6      |
| 2022-2023                | Brighton                 | PL                       | 31         | 6          | FACup+CdL       | 5+1             | 0+1             | -                  | -                  | -                  | -           | -           | -           | 37     | 7      |
| 2023-2024                | Brighton                 | PL                       | 29         | 5          | FACup+CdL       | 3+1             | 1+0             | UEL                | 4                  | 1                  | -           | -           | -           | 37     | 7      |
| 2024-2025                | Brighton                 | PL                       | 30         | 10         | FACup+CdL       | 0+2             | 0               | -                  | -                  | -                  | -           | -           | -           | 15     | 6      |
| Totale Brighton          | Totale Brighton          | Totale Brighton          | 122        | 29         |                 | 14              | 2               |                    | 4                  | 1                  |             | -           | -           | 140    | 32     |
| Totale carriera          | Totale carriera          | Totale carriera          | 354        | 75         |                 | 62              | 16              |                    | 45                 | 13                 |             | 3           | 0           | 464    | 104    |

### Cronologia presenze e reti in nazionale
| Cronologia completa delle presenze e delle reti in nazionale ― Inghilterra | Cronologia completa delle presenze e delle reti in nazionale ― Inghilterra | Cronologia completa delle presenze e delle reti in nazionale ― Inghilterra | Cronologia completa delle presenze e delle reti in nazionale ― Inghilterra | Cronologia completa delle presenze e delle reti in nazionale ― Inghilterra | Cronologia completa delle presenze e delle reti in nazionale ― Inghilterra | Cronologia completa delle presenze e delle reti in nazionale ― Inghilterra | Cronologia completa delle presenze e delle reti in nazionale ― Inghilterra |
| Data                                                                       | Città                                                                      | In casa                                                                    | Risultato                                                                  | Ospiti                                                                     | Competizione                                                               | Reti                                                                       | Note                                                                       |
| -------------------------------------------------------------------------- | -------------------------------------------------------------------------- | -------------------------------------------------------------------------- | -------------------------------------------------------------------------- | -------------------------------------------------------------------------- | -------------------------------------------------------------------------- | -------------------------------------------------------------------------- | -------------------------------------------------------------------------- |
| 29-3-2011                                                                  | Londra                                                                     | Inghilterra                                                                | 1 – 1                                                                      | Ghana                                                                      | Amichevole                                                                 | -                                                                          | 81’                                                                        |
| 7-10-2011                                                                  | Podgorica                                                                  | Montenegro                                                                 | 2 – 2                                                                      | Inghilterra                                                                | Qual. Euro 2012                                                            | -                                                                          | 76’                                                                        |
| 12-11-2011                                                                 | Londra                                                                     | Inghilterra                                                                | 1 – 0                                                                      | Spagna                                                                     | Amichevole                                                                 | -                                                                          | 64’                                                                        |
| 29-2-2012                                                                  | Londra                                                                     | Inghilterra                                                                | 2 – 3                                                                      | Paesi Bassi                                                                | Amichevole                                                                 | -                                                                          | 80’                                                                        |
| 2-6-2012                                                                   | Londra                                                                     | Inghilterra                                                                | 1 – 0                                                                      | Belgio                                                                     | Amichevole                                                                 | 1                                                                          | 53’                                                                        |
| 11-6-2012                                                                  | Donec'k                                                                    | Francia                                                                    | 1 – 1                                                                      | Inghilterra                                                                | Euro 2012 - 1º turno                                                       | -                                                                          | 90+1’                                                                      |
| 15-6-2012                                                                  | Kiev                                                                       | Svezia                                                                     | 2 – 3                                                                      | Inghilterra                                                                | Euro 2012 - 1º turno                                                       | 1                                                                          | 89’                                                                        |
| 19-6-2012                                                                  | Donec'k                                                                    | Inghilterra                                                                | 1 – 0                                                                      | Ucraina                                                                    | Euro 2012 - 1º turno                                                       | -                                                                          | 82’                                                                        |
| 24-6-2012                                                                  | Kiev                                                                       | Inghilterra                                                                | 0 – 0 dts (2 – 4 dtr)                                                      | Italia                                                                     | Euro 2012 - Quarti di finale                                               | -                                                                          | 61’                                                                        |
| 7-9-2012                                                                   | Chișinău                                                                   | Moldavia                                                                   | 0 – 5                                                                      | Inghilterra                                                                | Qual. Mondiali 2014                                                        | -                                                                          | 68’                                                                        |
| 11-9-2012                                                                  | Londra                                                                     | Inghilterra                                                                | 1 – 1                                                                      | Ucraina                                                                    | Qual. Mondiali 2014                                                        | -                                                                          | 62’                                                                        |
| 12-10-2012                                                                 | Londra                                                                     | Inghilterra                                                                | 5 – 0                                                                      | San Marino                                                                 | Qual. Mondiali 2014                                                        | 2                                                                          |                                                                            |
| 17-10-2012                                                                 | Varsavia                                                                   | Polonia                                                                    | 1 – 1                                                                      | Inghilterra                                                                | Qual. Mondiali 2014                                                        | -                                                                          | 67’                                                                        |
| 14-11-2012                                                                 | Solna                                                                      | Svezia                                                                     | 4 – 2                                                                      | Inghilterra                                                                | Amichevole                                                                 | 1                                                                          |                                                                            |
| 6-2-2013                                                                   | Londra                                                                     | Inghilterra                                                                | 2 – 1                                                                      | Brasile                                                                    | Amichevole                                                                 | -                                                                          | 61’                                                                        |
| 26-3-2013                                                                  | Podgorica                                                                  | Montenegro                                                                 | 1 – 1                                                                      | Inghilterra                                                                | Qual. Mondiali 2014                                                        | -                                                                          | 42’                                                                        |
| 14-8-2013                                                                  | Londra                                                                     | Inghilterra                                                                | 3 – 2                                                                      | Scozia                                                                     | Amichevole                                                                 | 1                                                                          |                                                                            |
| 6-9-2013                                                                   | Londra                                                                     | Inghilterra                                                                | 4 – 0                                                                      | Moldavia                                                                   | Qual. Mondiali 2014                                                        | 2                                                                          | 45’                                                                        |
| 11-10-2013                                                                 | Londra                                                                     | Inghilterra                                                                | 4 – 1                                                                      | Montenegro                                                                 | Qual. Mondiali 2014                                                        | -                                                                          |                                                                            |
| 15-10-2013                                                                 | Londra                                                                     | Inghilterra                                                                | 2 – 0                                                                      | Polonia                                                                    | Qual. Mondiali 2014                                                        | -                                                                          |                                                                            |
| 5-3-2014                                                                   | Londra                                                                     | Inghilterra                                                                | 1 – 0                                                                      | Danimarca                                                                  | Amichevole                                                                 | -                                                                          | 60’                                                                        |
| 30-5-2014                                                                  | Londra                                                                     | Inghilterra                                                                | 3 – 0                                                                      | Perù                                                                       | Amichevole                                                                 | -                                                                          |                                                                            |
| 4-6-2014                                                                   | Miami Gardens                                                              | Ecuador                                                                    | 2 – 2                                                                      | Inghilterra                                                                | Amichevole                                                                 | -                                                                          | 84’                                                                        |
| 7-6-2014                                                                   | Miami Gardens                                                              | Inghilterra                                                                | 0 – 0                                                                      | Honduras                                                                   | Amichevole                                                                 | -                                                                          | 79’                                                                        |
| 14-6-2014                                                                  | Manaus                                                                     | Inghilterra                                                                | 1 – 2                                                                      | Italia                                                                     | Mondiali 2014 - 1º turno                                                   | -                                                                          | 62’                                                                        |
| 19-6-2014                                                                  | San Paolo                                                                  | Uruguay                                                                    | 2 – 1                                                                      | Inghilterra                                                                | Mondiali 2014 - 1º turno                                                   | -                                                                          | 71’                                                                        |
| 3-9-2014                                                                   | Londra                                                                     | Inghilterra                                                                | 1 – 0                                                                      | Norvegia                                                                   | Amichevole                                                                 | -                                                                          | 69’                                                                        |
| 8-9-2014                                                                   | Basilea                                                                    | Svizzera                                                                   | 0 – 2                                                                      | Inghilterra                                                                | Qual. Euro 2016                                                            | 2                                                                          |                                                                            |
| 9-10-2014                                                                  | Londra                                                                     | Inghilterra                                                                | 5 – 0                                                                      | San Marino                                                                 | Qual. Euro 2016                                                            | 1                                                                          | 66’                                                                        |
| 12-10-2014                                                                 | Tallinn                                                                    | Estonia                                                                    | 0 – 1                                                                      | Inghilterra                                                                | Qual. Euro 2016                                                            | -                                                                          | 80’                                                                        |
| 15-11-2014                                                                 | Londra                                                                     | Inghilterra                                                                | 3 – 1                                                                      | Slovenia                                                                   | Qual. Euro 2016                                                            | 2                                                                          |                                                                            |
| 18-11-2014                                                                 | Glasgow                                                                    | Scozia                                                                     | 1 – 3                                                                      | Inghilterra                                                                | Amichevole                                                                 | -                                                                          | 66’                                                                        |
| 27-3-2015                                                                  | Londra                                                                     | Inghilterra                                                                | 4 – 0                                                                      | Lituania                                                                   | Qual. Euro 2016                                                            | 1                                                                          | 77’                                                                        |
| 26-3-2016                                                                  | Berlino                                                                    | Germania                                                                   | 2 – 3                                                                      | Inghilterra                                                                | Amichevole                                                                 | -                                                                          | 71’                                                                        |
| 1-9-2017                                                                   | Ta' Qali                                                                   | Malta                                                                      | 0 – 4                                                                      | Inghilterra                                                                | Qual. Mondiali 2018                                                        | 1                                                                          | 76’                                                                        |
| 4-9-2017                                                                   | Londra                                                                     | Inghilterra                                                                | 2 – 1                                                                      | Slovacchia                                                                 | Qual. Mondiali 2018                                                        | -                                                                          | 84’                                                                        |
| 23-3-2018                                                                  | Amsterdam                                                                  | Paesi Bassi                                                                | 0 – 1                                                                      | Inghilterra                                                                | Amichevole                                                                 | -                                                                          | 68’                                                                        |
| 2-6-2018                                                                   | Londra                                                                     | Inghilterra                                                                | 2 – 1                                                                      | Nigeria                                                                    | Amichevole                                                                 | -                                                                          | 73’                                                                        |
| 7-6-2018                                                                   | Leeds                                                                      | Inghilterra                                                                | 2 – 0                                                                      | Costa Rica                                                                 | Amichevole                                                                 | 1                                                                          | 61’                                                                        |
| 28-6-2018                                                                  | Kaliningrad                                                                | Inghilterra                                                                | 0 – 1                                                                      | Belgio                                                                     | Mondiali 2018 - 1º turno                                                   | -                                                                          | 74’                                                                        |
| 8-9-2018                                                                   | Londra                                                                     | Inghilterra                                                                | 1 – 2                                                                      | Spagna                                                                     | UEFA Nations League 2018-2019 - 1º turno                                   | -                                                                          | 90+4’                                                                      |
| 11-9-2018                                                                  | Leicester                                                                  | Inghilterra                                                                | 1 – 0                                                                      | Svizzera                                                                   | Amichevole                                                                 | -                                                                          | 61’                                                                        |
| Totale                                                                     |                                                                            | Presenze                                                                   | 42                                                                         |                                                                            | Reti                                                                       | 16                                                                         |                                                                            |

## Palmarès

### Competizioni nazionali
- Coppa di Lega inglese: 2

Manchester United: 2008-2009, 2009-2010
- Campionato inglese: 2

Manchester United: 2008-2009, 2012-2013
- Community Shield: 4

Manchester United: 2011, 2013
Arsenal: 2015, 2017
- Coppa d'Inghilterra: 2

Arsenal: 2014-2015, 2016-2017